# کوسو (الهه)
کوسو الهه‌ای بین‌النهرینی بود که با تطهیر و غلات مرتبط بود. مشخص نیست که کدام جنبه از شخصیت او در ابتدا اصلی بود و کدام جنبه در مرحله دوم توسعه یافت. او را عضو دربار انلیل می‌دانستند و در تعدادی از متن‌ها با خداییان دیگر مرتبط با او مانند نوسکا ظاهر می‌شود. او همچنین می‌تواند با خداییان دیگری که مسئول جن‌گیری هستند، مانند نینگیریما مرتبط باشد. مکان‌های مقدس متعددی که به او اختصاص داده شده بود در نیپور وجود داشت، اگرچه او در شهرهای دیگر مانند لاگاش و آشور نیز پرستش م‌یشد. در دوره سلوکی، او علاوه بر این به پانتئون محلی اوروک معرفی شد.

## شخصیت
کوسو الهه‌ای مرتبط با تطهیر بود.

## ارتباط با سایر خداییان
کوسو با انلیل مرتبط بود. او «جن‌گیر اصلی» خوانده می‌شد.
شوهر کوسو، خدای اینداگارا بود.

## پرستش
نام کوسو در این بافتار به صورت dku3-su3-ga نوشته می‌شد و در فهرست‌های پیشکش از زمان دودمان نخستین لاگاش دیده می‌شود.
یکی از معابد کوسو در نیپور  وجود داشت.